# Жибек-Жоли (Сайрамський район)
Жибе́к-Жоли́ (каз. Жібек жолы) — село у складі Сайрамського району Туркестанської області Казахстану. Входить до складу Жибек-Жолинського сільського округу.
До 1999 року село називалось Притрактове.
Населення — 4116 осіб (2021; 3346 у 2009, 2547 у 1999, 2436 у 1989).
26 березня 2015 року до села було приєднано територію площею 4,27 км².